# Senhòssa
Senhòssa (en francès Seignosse) és un municipi francès situat al departament de les Landes i a la regió de la Nova Aquitània.

## Demografia
| 1962                                       | 1968 | 1975  | 1982  | 1990  | 1999  | 2007  |
| ------------------------------------------ | ---- | ----- | ----- | ----- | ----- | ----- |
| 641                                        | 769  | 1.003 | 1.404 | 1.630 | 2.423 | 2.955 |
| Des de 1962: població sense dobles comptes |      |       |       |       |       |       |

## Administració
| Període   | Identitat         | Partit        |
| --------- | ----------------- | ------------- |
| 1995-2001 | Christian Zago    |               |
| 2001-     | Ladislas de Hoyos | Divers droite |